# فرودگاه شهری مانیومنت
فرودگاه شهری مانیومنت (به انگلیسی: Monument Municipal Airport) یک فرودگاه همگانی است که یک باند فرود شن دارد و طول باند آن ۶۴۱ متر است. این فرودگاه در شهر منومنت، اورگن کشور ایالات متحده آمریکا قرار دارد و در ارتفاع ۷۰۸٫۱ متری از سطح دریا واقع شده‌است.